# Калапырь
Калапырь — река в России, протекает в Прилузском районе Республики Коми. Устье реки находится в 129 км по правому берегу реки Лёхта. Длина реки составляет 12 км.
Река берёт начало на северо-западных склонах холма Ештомъёль (174 м НУМ) близ границы с Кировской областью в 32 км к северо-западу от села Спаспоруб. Река течёт на северо-запад, всё течение проходит по ненаселённой тайге. Приток — Карапуль (левый).

## Данные водного реестра
По данным государственного водного реестра России и геоинформационной системы водохозяйственного районирования территории РФ, подготовленной Федеральным агентством водных ресурсов:
- Бассейновый округ — Двинско-Печорский
- Речной бассейн — Северная Двина
- Речной подбассейн — Малая Северная Двина
- Водохозяйственный участок — Юг
- Код водного объекта — 03020100212103000012761